# تومو کوداکا
تومو کوداکا (انگلیسی: Tomoo Kudaka; ۱۴ مارس ۱۹۶۳ – ۲۲ سپتامبر ۱۹۹۹) بازیکن فوتبال اهل ژاپن بود.
از باشگاه‌هایی که در آن بازی کرده‌است می‌توان به باشگاه فوتبال گامبا اوساکا و باشگاه فوتبال سرزو اوساکا اشاره کرد.